# Радош, Ива
Ива Радош (хорв. Iva Radoš, род. 7 ноября 1995, Загреб) — хорватская тхэквондистка, чемпионка Европы, призёр чемпионатов мира и Европейских игр.

## Биография
Родилась в 1995 году в Загребе. В 2014 году стала чемпионкой Европы. В 2015 году завоевала бронзовые медали чемпионата мира и Европейских игр.